# Erik Thomasson
Erik Åke Lars Viktor Thomasson, född 16 maj 1901 i Adolf Fredriks församling, Stockholm, död 2 augusti 1981 i Lycksele, var en svensk jurist och kommunalpolitiker.
Thomasson avlade juris kandidatexamen vid Stockholms högskola 1925. Efter tingstjänstgöring blev han tillförordnad fiskal i Svea hovrätt 1929 och assessor där 1934. Thomasson blev hovrättsråd 1939 och var häradshövding i Västerbottens västra domsaga 1945–1968. En period var han sekreterare i riksdagens lagutskott och 1941–1943 chef för försvarsstabens socialdetalj. 
Thomasson var ordförande för drätselkammaren i Lidingö 1939–1944 och ledamot för högerpartiet i stadsfullmäktige i Lycksele 1945–1954 (ordförande i drätselkammaren 1945–1946). Han var starkt engagerad i miljöfrågor och startade 1953 organisationen Norrlands Naturvärn. Särskilt drivande var han i arbetet med att stoppa kraftverksutbyggnaden av framför allt Vindelälven.
Erik Thomasson var son till justitierådet Åke Thomasson (1863–1929) och dennes hustru Gertrud Augusta Leonia Ekenman (1870–1933). Han gifte sig år 1931 med Maj Henriksson (1909–1949) och år 1950 med provinsialläkaren Marianne Lindstén (1909–1979). Makarna Thomasson är begravda på Gamla kyrkogården i Lycksele.